# Dianbu
Dianbu (kinesiska: 店埠) är en köping i östra Kina. Den är administrativ huvudort i Feidong härad i staden Hefei i provinsen Anhui, omkring 17 kilometer öster om provinshuvudstaden Hefei.